# Synechocystis
Synechocystis è un genere di cianobatterio di acqua dolce, rappresentato principalmente dal ceppo "Synechocystis" sp. PCC6803, in grado di crescere sia in condizioni luminose, eseguendo la fotosintesi ossigenata (fototrofia), sia nell'oscurità, mediante glicolisi e fosforilazione ossidativa (eterotrofia). L'espressione genetica è regolata da un orologio circadiano, quindi l'organismo può effettivamente anticipare le transizioni tra le fasi della luce e dell'oscurità.

## Storia evolutiva
I cianobatteri sono procarioti fotosintetici che esistono sulla terra da circa 2700 milioni di anni. La capacità dei cianobatteri di produrre ossigeno è stata la causa della Catastrofe dell'ossigeno. I cianobatteri hanno colonizzato un'ampia varietà di habitat, compresi gli ecosistemi di acqua dolce e salata e la maggior parte degli ambienti terrestri. Filogeneticamente, il Synechocystis si ramifica dall'albero evolutivo dei cianobatteri a partire dalla radice ancestrale (Gloeobacter violaceus). Il  Synechocystis, che non è un diazotrofo, è strettamente correlato a un altro organismo modello, il  Cyanothece  ATCC 51442, che invece lo è. Pertanto, è stato proposto che il Synechocystis originariamente possedesse la capacità di fissare l'azoto atmosferico, ma abbia perso i geni necessari per il processo.

## Crescita e utilizzo come organismo modello
I cianobatteri sono degli organismi modello utilizzati nello studio della fotosintesi, dell'assimilazione di carbonio e azoto, dell'evoluzione dei plastidi vegetali e dell'adattabilità allo stress ambientale.
Il Synechocystis sp. PCC6803 è uno dei tipi più studiati di cianobatteri perché può crescere sia autotroficamente che eterotroficamente, se non si verificano condizioni di luce. È stato isolato dall'acqua dolce di un lago nel 1968 e la sua temperatura di crescita ottimale è compresa tra 32 e 38 °C.
Il Synechocystis sp. PCC6803 puoi facilmente assumere DNA esogeno, tramite elettroporazione, trasformazione ultrasonica e coniugazione. Il sistema fotosintetico è molto simile a quello presente nelle piante terrestri. Organismi di questo genere esibiscono anche movimento fototattico.
Il Synechocystis sp. PCC6803 può crescere sia in piastre di agar che in coltura liquida. Il mezzo di coltura più utilizzato è una soluzione salina BG-11. L'ideale pH è compreso tra 7 e 8,5. Una intensità luminosa die 50 µmol fotoni m−2 s−1 risulta la migliore per la crescita. Il gorgogliamento del mezzo con aria arricchita con anidride carbonica (1-2% di CO2) può aumentare il tasso di crescita, ma richiede un buffering aggiuntivo per mantenere il pH.
Normalmente la selezione delle specie "Synechocystis" viene effettuata utilizzando la resistenza agli antibiotici come fattore differenziale. Heidorn et al. nel 2011 determinarono sperimentalmente le concentrazioni ideali di kanamicina, spectinomicina, streptomicina, cloramfenicolo, eritromicina e gentamicina per il ceppo Synechocystis  sp. PCC6803. Le colture possono essere mantenute su piastre di agar per circa due settimane e possono essere ridimensionate o mantenute a tempo indeterminato. Per la conservazione a lungo termine, la coltura cellulare liquida deve essere mantenuta in una soluzione di glicerolo al 15% a -80 °C.

## Genoma
Il genoma del Synechocystis sp. PCC6803 è contenuto in 12 copie di un solo cromosoma (3.57 megabasi); tre plasmidi piccoli: pCC5.2 (5.2 kb) pCA2.4 (2.4 kb), y pCB2.4 (2.4 kb); e quattro plasmidi grandi: pSYSM (120 kb), pSYSX (106 kb), pSYSA (103kb), y pSYSG (44 kb).

## Ceppi addizionali
Il ceppo principale di "Synechocystis" sp. è PCC6803. Sono state create modifiche al ceppo PCC6803 originale, in quanto carente di un sub-ceppo fotosistema 1 (PSI). Altro sub-ceppo ampiamente utilizzato del Synechocystis sp. è ATCC 27184, tollerante al glucosio, poiché il PCC6803 non può usare il glucosio.

## Eterotrofia dipendente dalla luce
Il sub-ceppo ATCC 27184 di "Synechocystis" sp. PCC6803, può vivere eterotroficamente in condizioni di oscurità utilizzando il glucosio come fonte di carbonio, ma per ragioni ancora sconosciute richiede un minimo di 5-15 minuti di luce blu al giorno. Questo meccanismo di regolazione della luce rimane invariato nei mutanti senza PSI e PSII.
Alcuni geni glicolitici sono regolati dal gene sll1330 nei mezzi luminosi e con glucosio. Uno dei più importanti geni della glicolisi è quello del fruttosio-bifosfato aldolasi (fbaA). I livelli di MRNA di "fbaA" si incrementano in condizioni di luminosità e integrazione di glucosio.

## Sistema CRISPR-Cas nativo
Il sistema CRISPR-Cas fornisce immunità adattativa a batteri e archaea. Lo Synechocystis sp. PCC6803 contiene tre diversi sistemi CRISPR-Cas: tipo I-D e due versioni di tipo III. Tutti questi sistemi si trovano nel plasmide pSYSA. I cianobatteri nel loro insieme mancano del sistema di tipo II (che è stato recentemente adattato come strumento di ingegneria genetica.

## Uso in ricerca
I risultati di uno studio pubblicato nel 2022 sulla rivista Energy & Environmental Science, condotto da un gruppo di ricercatori dell'Università di Cambridge guidati dall'italiano Paolo Bombelli, docente anche all'Università degli Studi di Milano, affermano che è stato messo a punto un sistema di ricarica di una piccola batteria attraverso il Synechocystis.